# St. Chrysanthus und Daria (Bad Münstereifel)

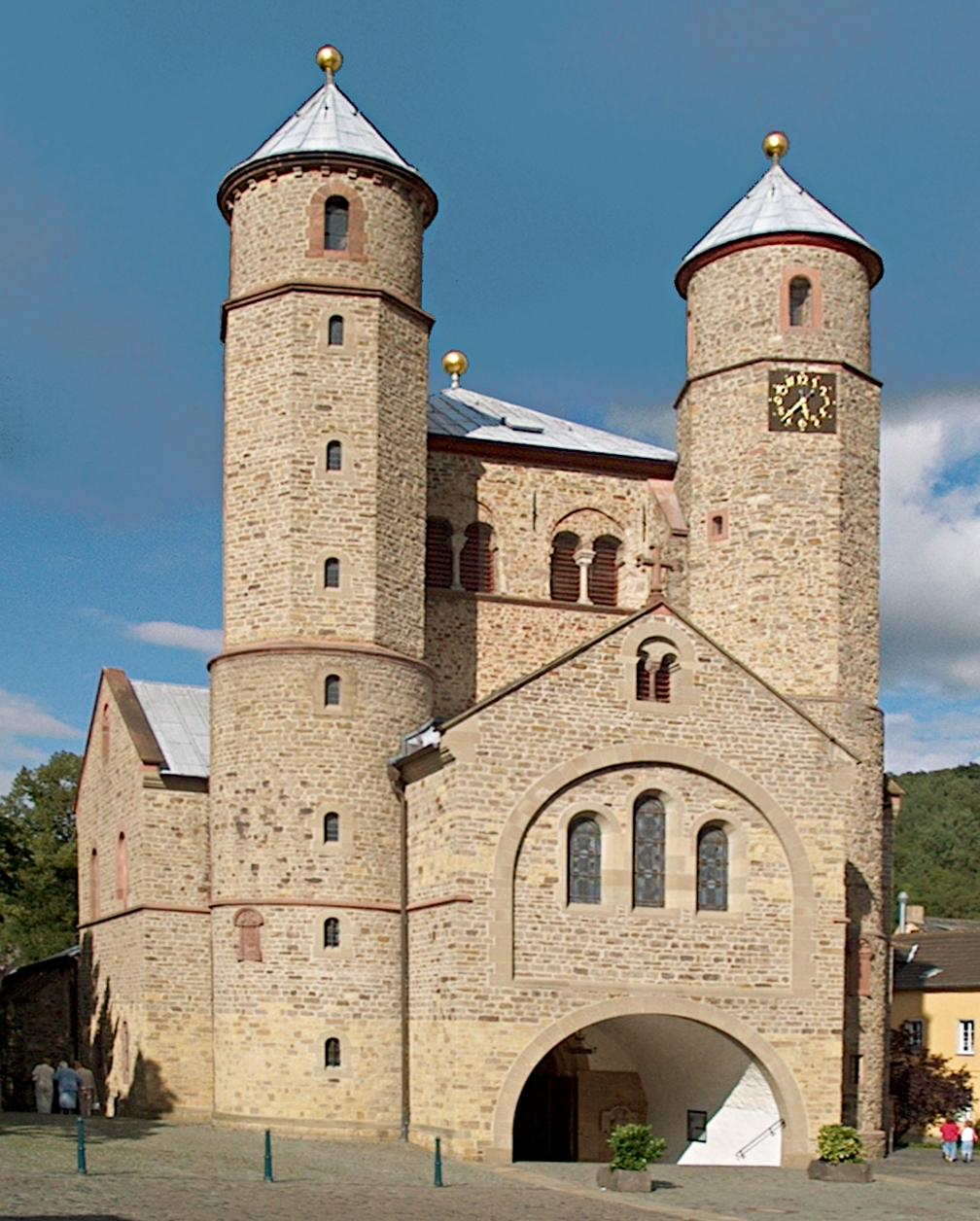
Stiftskirche St. Chrysanthus und Daria

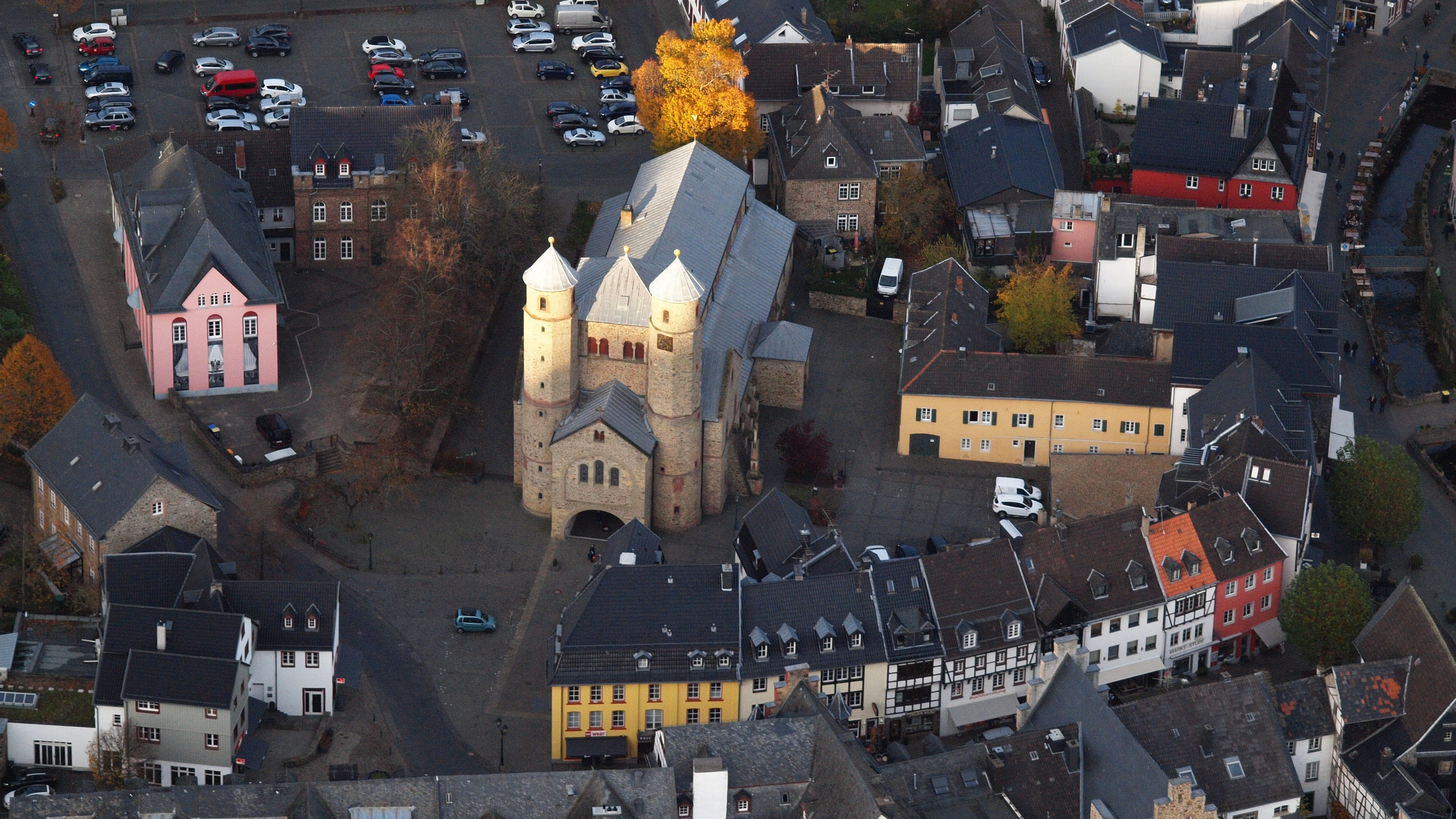
Luftaufnahme (2015)

Die ehemalige Stiftskirche St. Chrysanthus und Daria ist die römisch-katholische Hauptkirche von Bad Münstereifel. Die gut erhaltene romanische Basilika ist ein bedeutendes Baudenkmal, das vom herkömmlichen Schema auf charakteristische Weise abweicht.

## Geschichte

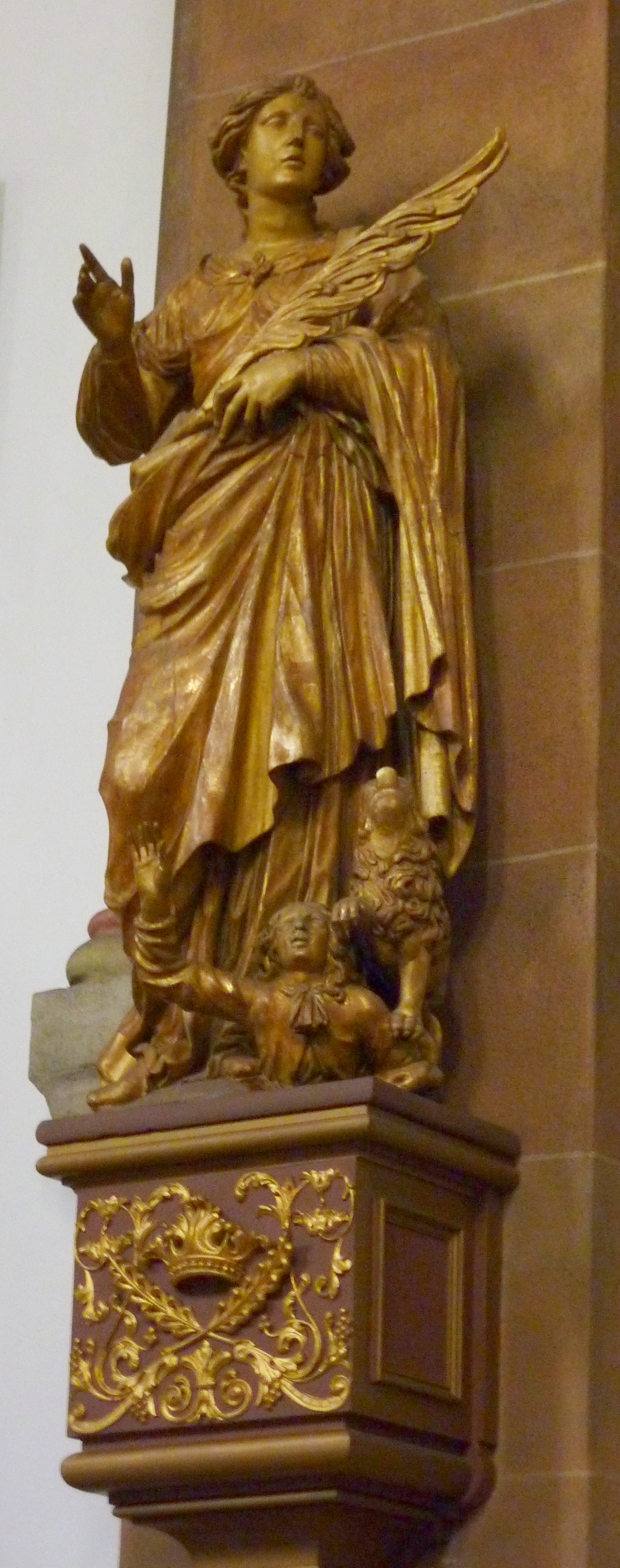
Figur der Hl. Daria

Das Benediktinerkloster (lat. monasterium), dem Münstereifel Entstehung und Namen verdankt, wurde im Jahr 830 von Prüm aus gegründet. Im Jahr 844 erhielt es die Reliquien des römischen Märtyrerpaars Chrysanthus und Daria, die ihm beträchtlichen Bedeutungszuwachs verschafften. Die heutige Basilika wurde im 11. Jahrhundert erbaut. Nach der Aufhebung des Klosters im Jahr 1803 begann sie zu verfallen. Im Jahr 1872 stürzte der nordwestliche Flankenturm ein. Wiederaufbau und Restaurierung waren im Jahr 1890 abgeschlossen. Nach dem Zweiten Weltkrieg, den die Stiftskirche mit geringen Schäden überstand, folgten weitere Innen- und Außenrenovierungen und die Anpassung der Ausstattung an die nachkonziliare Liturgie.

## Baubeschreibung
Die dreischiffige Gewölbebasilika ist nicht geostet, sondern nach nord-nordost ausgerichtet. Das dreijochige Langhaus des gebundenen Systems findet seine Fortsetzung in einem dreiteiligen Langchor, der über einer fünfschiffigen Krypta errichtet ist. Auffälligster Bauteil der Kirche ist das dreitürmige Westwerk, das nach dem Vorbild von St. Pantaleon in Köln gestaltet ist. Über der Vierung erhebt sich ein zweigeschossiger Mittelturm auf quadratischem Grundriss, der von einem flachen Pyramidendach abgeschlossen wird. Das Glockengeschoss über einem umlaufenden Gesims hat an jeder Seite Blendnischen mit gekuppelten Schallöffnungen und schlanken Mittelsäulen. Unterhalb des Gesims sind an der Nord- und Südseite Rundfenster zur Belichtung des Mittelraum eingelassen. Das südliche Kreisfenster ist heute vermauert und wird durch den 1584 verbreiterten Südflügel verdeckt. An drei Seiten wird der Vierungsturm von zweigeschossigen Kreuzflügeln umgeben. Der Westflügel wird von einer großen, tonnengewölbten Vorhalle beherrscht. Unter dem Giebel sind in einer großen rundbogigen Blende drei Rundbogenfenster eingelassen, von denen das mittlere überhöht ist. Das Rundbogenportal mit abgetrepptem Gewände im Inneren hat Ecksäulen mit viereckigen Basen und Würfelkapitellen.
Der Vierungsturm wird beidseitig von zwei schlanken, viergeschossigen Flankentürmen mit Kegeldach überragt. Die Türme werden durch umlaufende Gesimse in unterschiedlich hohe Geschosse gegliedert, die sich nach oben leicht verjüngen. Die beiden unteren Geschosse sind rund und gleich hoch, das dritte oktogonal und deutlich höher und das oberste Geschoss rund und niedrig ausgeführt. Während die unteren drei Geschosse kleine Rundbogenfenster haben, hat das oberste größere Rundbogenfenster mit Gewänden.
Das Langhaus wird von einem Satteldach bedeckt, das über dem sich nahtlos anschließenden Langchor fortgeführt wird. Das Dach ruht auf einer Flachdecke mit vorkragenden Balkenköpfen. Die Seitenschiffe und die Nebenchöre haben Pultdächer, die Apsis des Langchors ein Walmdach. Der Obergaden hatte ursprünglich durchgehend gleichmäßig gereihte, schlichte Rundbogenfenster, von denen im Bereich des Langhauses noch je vier erhalten sind. Die Obergaden-Fenster im Chorbereich wurden im 19. Jahrhundert zugemauert und stattdessen je drei rundbogige Fensterpaar eingebrochen. Im Chorgiebel und im Giebel des Westwerks befindet sich ein kleines gekuppeltes Rundbogenfenster in einer Blende. Im 19. Jahrhundert erhielten die Nebenräume des Chors Rundbogenfenster und Strebepfeiler. Die schlichte halbkreisförmige Chorapsis wird durch drei Rundbogenfenster belichtet. Insgesamt hat die Kirche heute noch 67 Fenster, alle sind Buntglasfenster, die von Franz Pauli in den Jahren 1968 und 1969 geschaffen wurden.
Am östlichen Seitenschiff dient ein rechteckiger Vorbau unter mit Zeltdach als „Südportal“. Das ursprüngliche romanische Portal ist vermauert, aber noch teilweise sichtbar. Das spitzbogige Hausteinportal aus spätgotischer Zeit führt in eine kreuzgratgewölbte Vorhalle.
Im Inneren sind die Gewölbe sekundär erneuert. Im Apsisbogen finden sich bedeutende, erst 1912 wiederentdeckte Reste der figürlichen Originalausmalung. Der Mittelraum der Vierung öffnet in großen Rundbögen zum Schiff. Die zweijochigen Querflügel haben in beiden Geschossen Rundbögen auf Vierkantpfeilern, die im Erdgeschoss erst im 17./18. Jahrhundert geöffnet wurden. Die Seitenschiffe haben Rundbogenarkaden auf Vierkantpfeilern. Ein runder Triumphbogen öffnet den Langchor zum Mittelschiff.

## Ausstattung

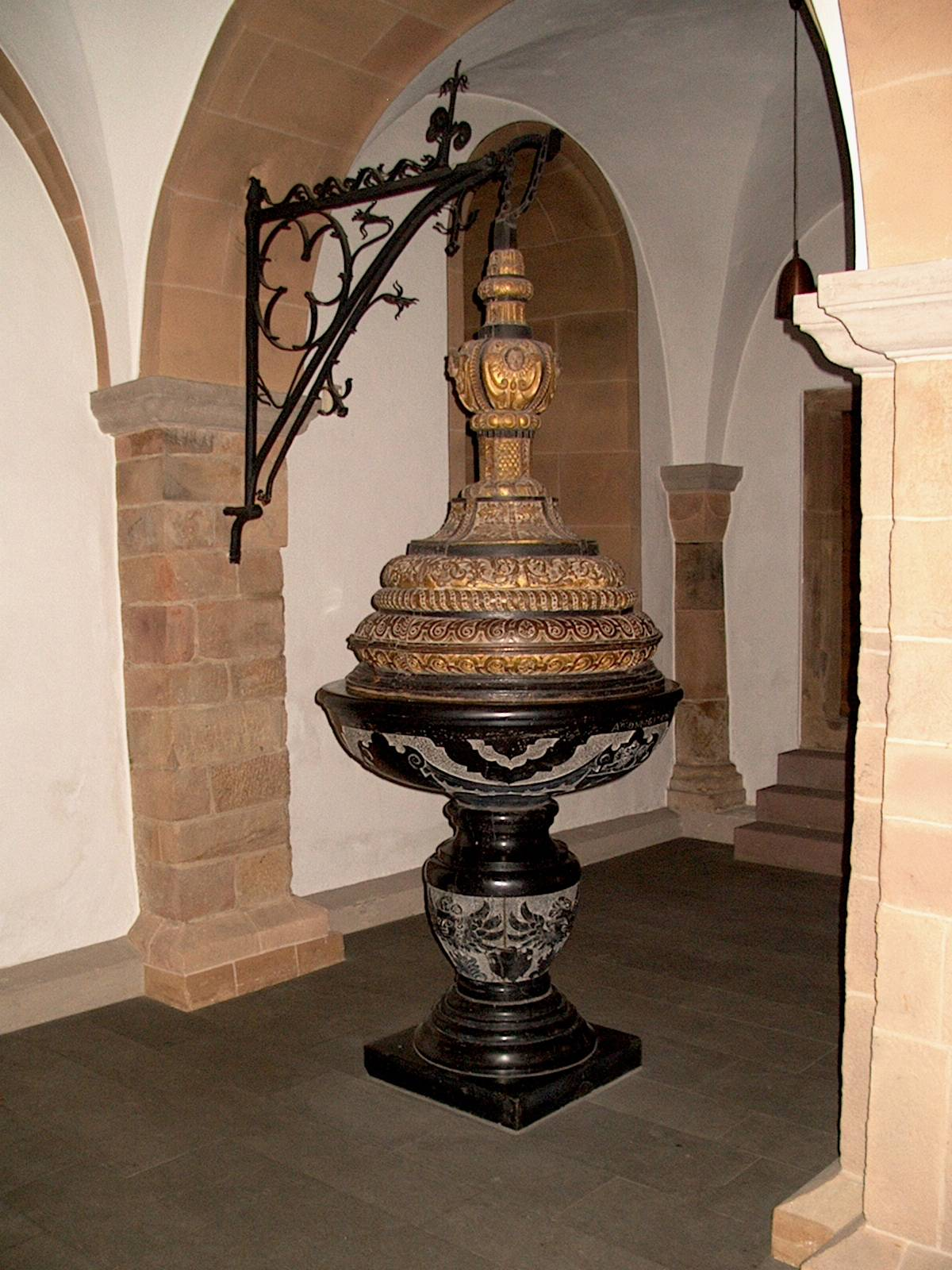
Taufstein von 1619

### Hochaltar
Der Hochaltar mit gemauertem Altarblock ist vom ersten Jahrzehnt des elften Jahrhunderts. Die Deckplatte ist aus dem Kalksinter eines Beckens der römischen Eifelwasserleitung, in dem sich die verfugte Wand des Römerkanals abgedrückt hat. Der Aufsatz wurde von 1905 bis 1912 von W. Moers aus vergoldetem Silber und Messing gearbeitet. Er hat die Form eines Reliquienschreins nach dem Vorbild spätromanischer Schreine in Aachen und Köln. Das reich geschnitzte Antependium stammt vom ehemaligen Kreuzaltar, es wurde um 1700 vom Scholaster Wery gestiftet. In späterer Zeit wurde es neu gefasst.

### Sakramentshaus
Das turmförmige Sakramentshaus wurde 1480 von dem Kanoniker Friedrich Rohr gestiftet. Der Kopf der Stifterfigur über dem Sockelpfeiler ist erneuert. Das Rechteckgehäuse mit den Figuren der Kirchenpatrone und einem dreiseitig vorkragenden, reich gegliederten Turmbaldachin ist nach dem Vorbild des Sakramentshauses in Münstermaifeld gehalten.

### Grabmal des Gottfried von Bergheim
Gottfried von Bergheim, gestorben 1335, war ab 1323 Burgherr in Münstereifel. Er war ein jüngerer Bruder des Nargrafen Wilhelm von Jülich. Die Sandsteintumba von 1340, mit Gisant, stand wohl ursprünglich in der Mitte der Kirche. Seit 1970 ist sie im Mittelraum des Westwerkes untergebracht. Die Liegefigur zeigt den Verstorbenen in einem halbstarren Plattenpanzer unter einem Baldachin. Zu seinen Füßen liegt ein Löwe. In den seitlichen Nischenstreifen stehen Prophetenfigürchen. In der Blendarkatur stehen die Trauernden und ein Bischof, der die Totenmesse liest. Der Typus stammt aus der französischen Grabmalkunst und weist motivische und stilistische Übereinstimmungen mit dem Grab des Landgrafen Otto in der Elisabethkirche in Marburg auf.

### Krypta
Im Grabraum der Krypta steht ein hausförmiges, gotisches Schreingehäuse. Es wurde wohl für einen verlorenen Silberschrein angefertigt, in dem die sterblichen Überreste der Kirchenpatrone 1505 aus ihrem ursprünglich steinernen Sarkophag auf den Konfessionsaltar in der Oberkirche erhoben worden waren. Ein mit Eisen beschlagenes Holzgerüst, mit Resten einer Bemalung, ist durch schmiedeeiserne Durchsteckgitter verschlossen. Der Grabraum wurde 1698 neu gestaltet. Aus dieser Zeit stammt auch der Reliquienschrein, ein provinziell geschnitzter truhenförmiger Kasten.

### Gnadenbild
In der Hauptapsis steht auf dem Gnadenaltar in einem Aufsatz vom 19. Jahrhundert das Mariengnadenbild, eine Standfigur der Muttergottes aus der Zeit um 1320/30. Die Figur stammt aus Köln. Sie wurde aus Nussbaum geschnitzt, die Fassung ging verloren. In den Kopf ist ein Reliquiensepulcrum eingelassen. In Typus und Stil erinnert sie an die Pariser Hofkunst. Eine gefasste Kopie wird in einer schmiedeeisernen Leuchterkrone in der Oberkirche gezeigt.

### Schatzkammer

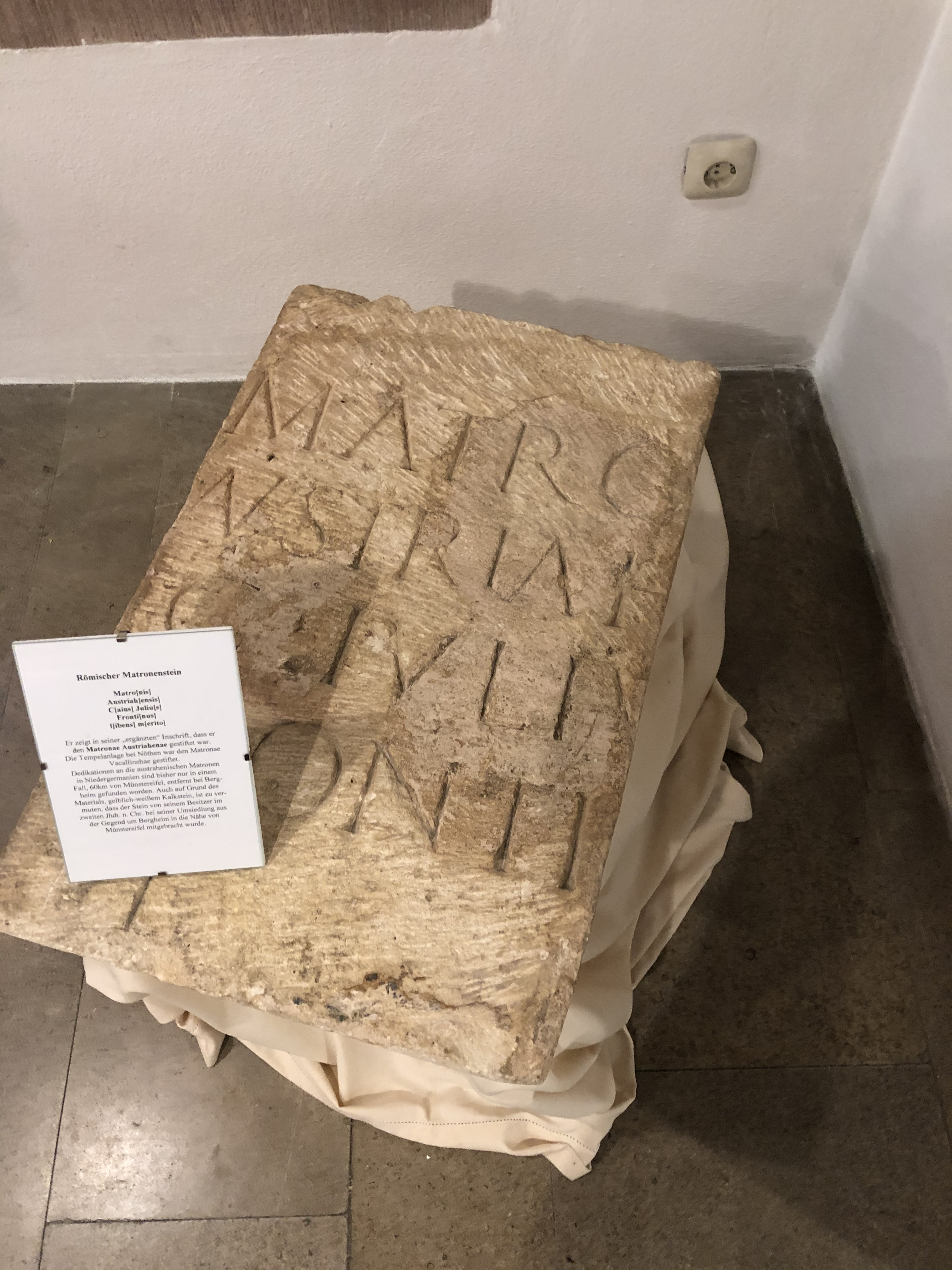
Matronenstein

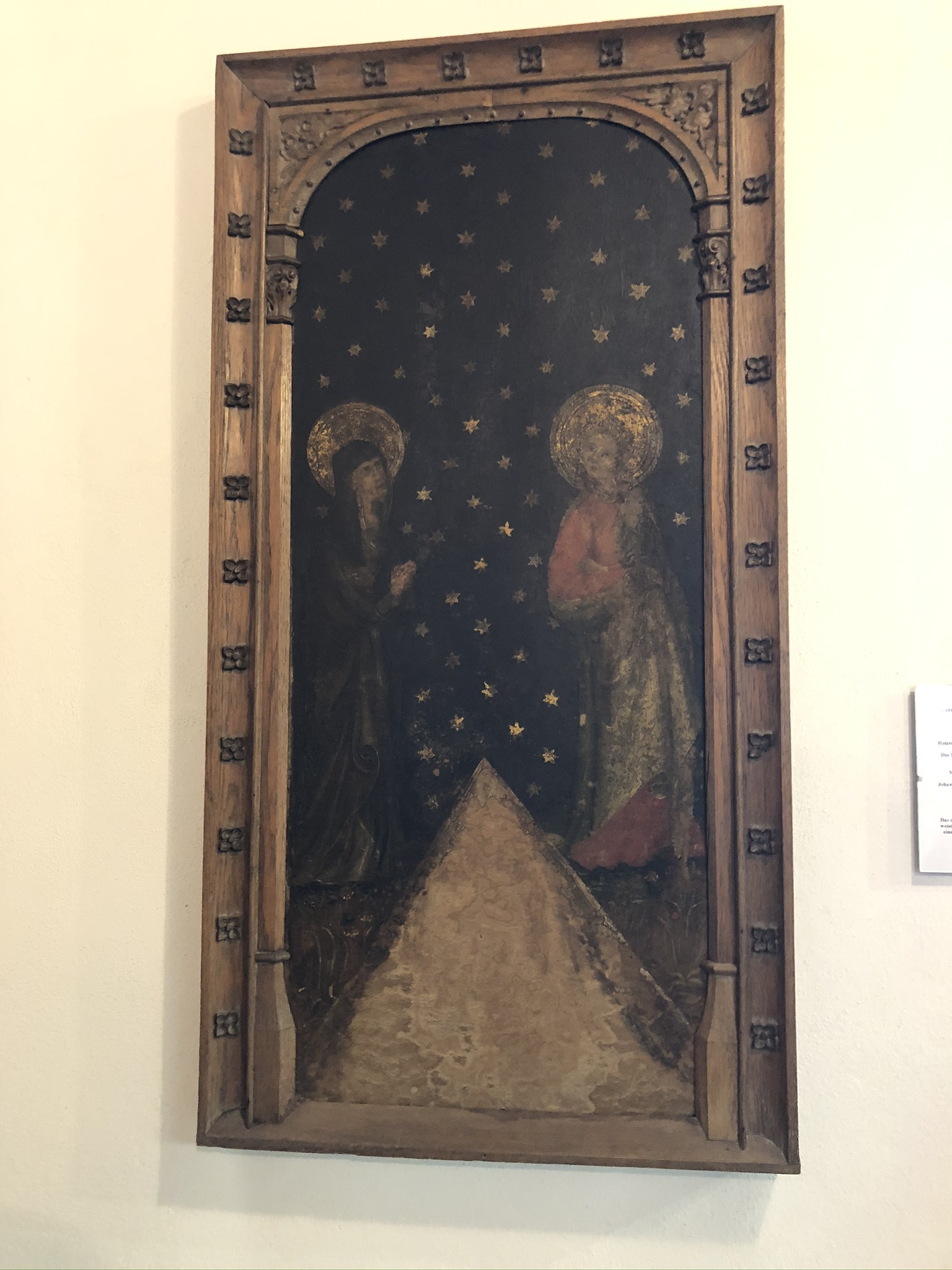
Werk mit Heiligen auf Kalksinter

Seit 2019 befindet sich im südlichen Seitenschiff neben dem Chor eine kleine Schatzkammer, die sonntags von 12:30 Uhr bis 13:30 Uhr besichtigt werden kann. Folgende Objekte sind einen Besuch wert:
- Ein kleines gemaltes Triptychon wurde um 1470 im Umkreis des Meisters des Marienlebens gemalt (Kölner Malerschule). Hans M. Schmidt geht davon aus, dass es sich bei diesem, sowie dem Triptychon in der Pfarrkirche in Sinzig und dem „Tabula artis bene moriendi“ in Aachen, um denselben Künstler, der als Maler des Sinziger Calvarienberges (Klick zur Abbildung) bezeichnet wird, handelt. Auf der Mitteltafel ist die Beweinung Christi zu sehen. Auf den Flügelinnentafeln sind die Kirchenpatrone Chrysanthus und Daria, auf den Flügelaußentafeln die Nebenpatrone Petrus und Paulus dargestellt.
- In der Kammer findet man auch ein Triptychon mit dem kreuztragenden Christus aus dem 16. Jahrhundert aus den Niederlanden und ein weiteres Werk aus der Kölner Malerschule: Maria mit einem weiteren Heiligen vor einem Sternenhimmel, auf Kalksinter gemalt. Die dreieckige Leerfläche zwischen den Figuren lässt den Schluss zu, dass es einst ein Teil eines größeren Kunstwerkes war. Kalksinter als Malgrund in der Kölner Malerschule ist mehr als ungewöhnlich, da die Künstler Schildermaler waren. Der Rahmen stammt aus dem 19. Jahrhundert.
- In der Schatzkammer befinden sich daneben zahlreiche Paramente (Kaseln, Dalmatiken und Chormäntel aus dem 15. – 18. Jahrhundert), Kelche, zwei Ziborien, Monstranzen und Leuchter, daneben Graduale (darunter zwei handgeschriebene von 1456) und ein römischer Matronenstein.

### Sonstige Ausstattung

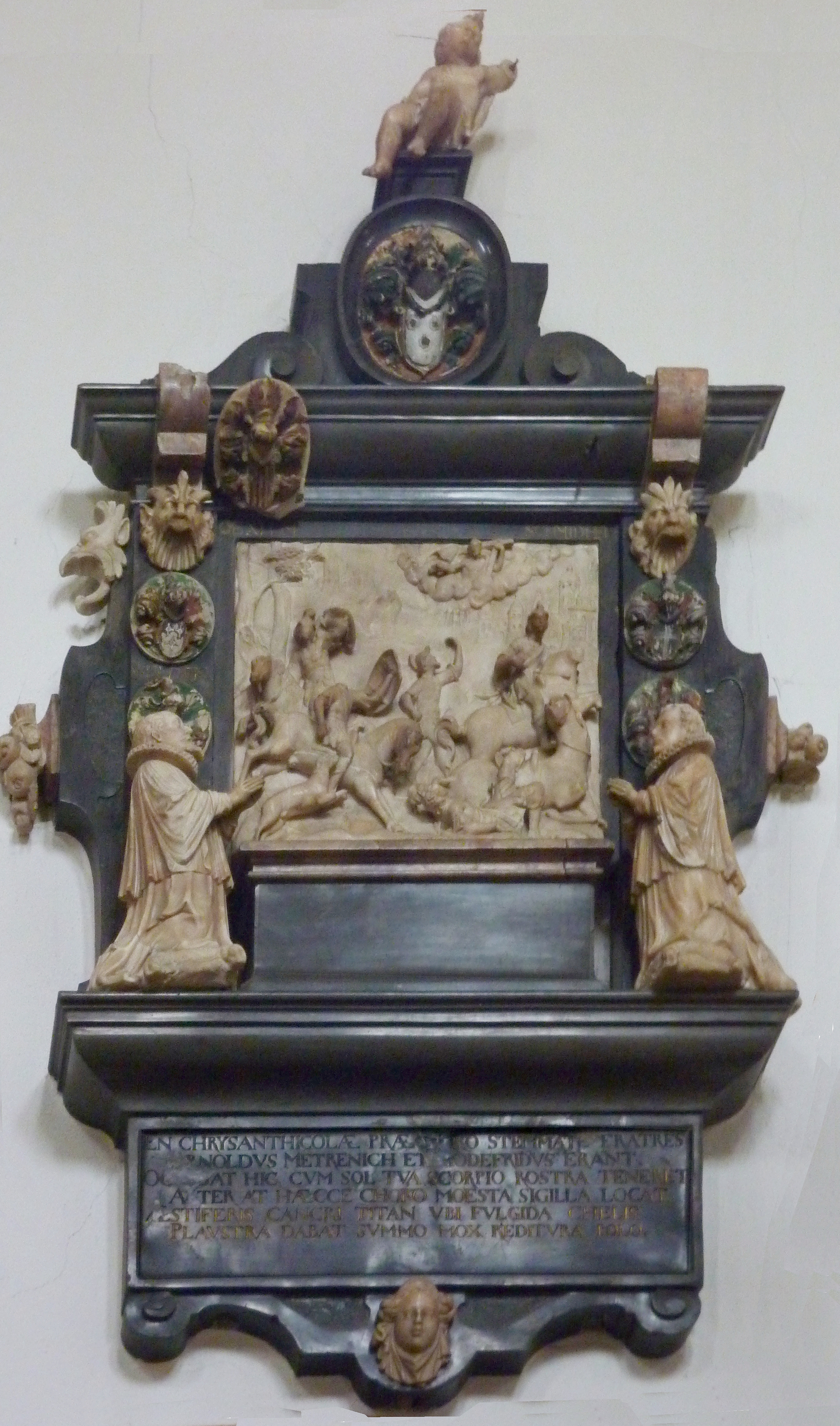
Epitaph für Arnold und Gottfried Metternich

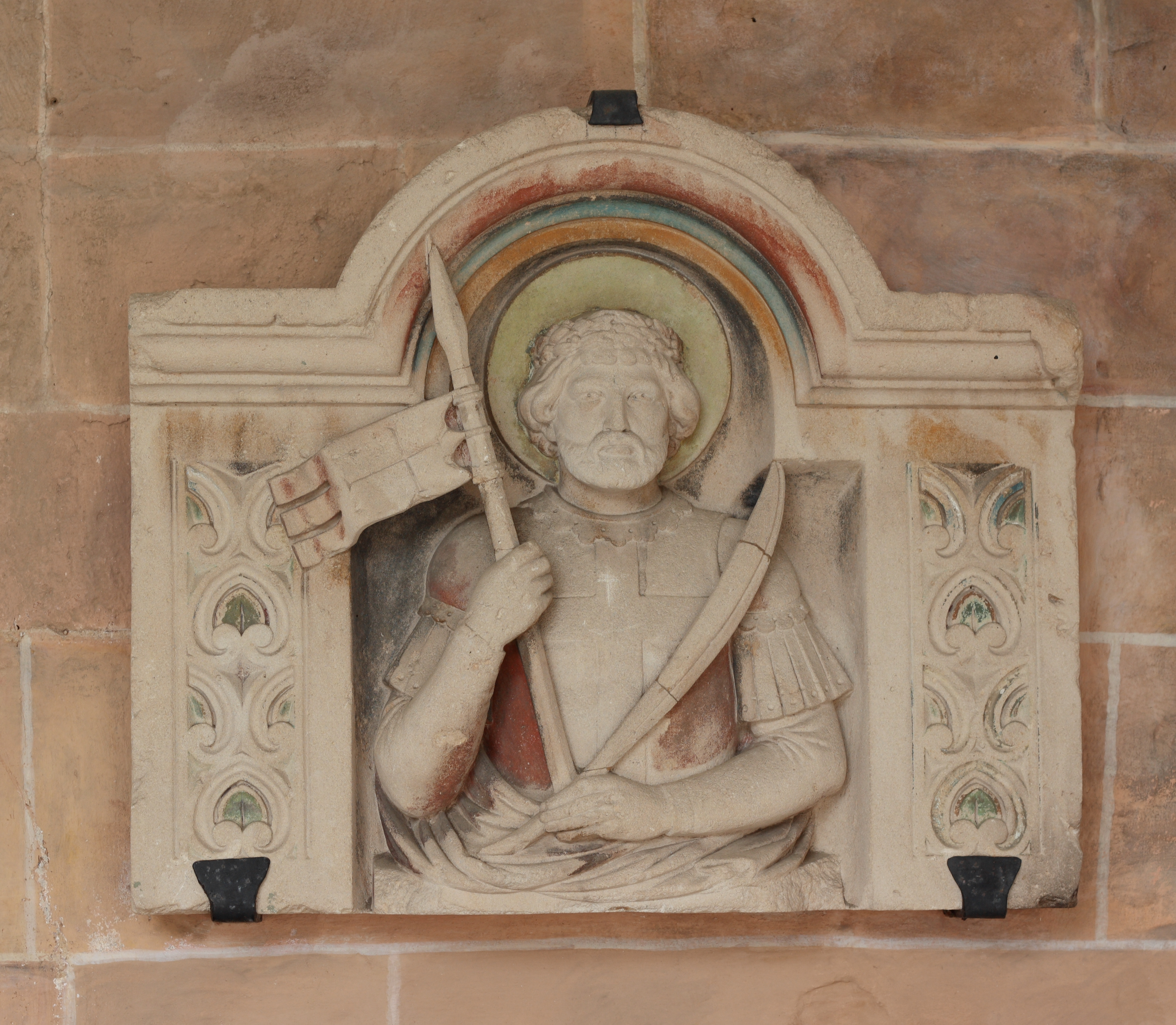
Relief des heiligen Chrysantus

- Die Taufe wurde laut Inschrift 1619 von Bürgermeister Reiner Froitzem gestiftet. Das Becken wurde aus schwarzem Marmor gefertigt, der Holzdeckel ist reich beschnitzt und vergoldet. Der Holzdeckel wurde an einem drehbaren, schmiedeeisernen Wandarm aufgehängt.
- Ein Weihwasserbecken aus Blaustein ist der Rest eines runden Taufbeckens mit zwei vollplastischen Köpfen. Das Becken stammt angeblich vom 14. Jahrhundert.
- Ein Dreisitz vom 14. Jahrhundert ist mit Drolerien an den Handknäufen und in den Voluten der Seitenwangen geschmückt.
- Das geschnitzte Dorsale und der darüber wie ein Baldachin befestigte Reliquienkasten mit Schnitzereien stammen vom Anfang des 16. Jahrhunderts. Der Kasten barg die Häupter der Kirchenpatrone. Bis 1970 war er im südlichen Wandfeld der Apsis aufgestellt.
- Im Chor hängen acht Gemälde auf Leinwand mit Szenen aus dem Leben der Heiligen Chrysanthus und Daria. Sie wurden um 1720 zusammen mit einem Aufsatz für den Hochaltar angeschafft. Von diesem ist das Altarblatt mit der Darstellung des Martyriums erhalten[6]
- Die Holzskulptur des kreuztragenden Christus von der ersten Hälfte des 15. Jahrhunderts wurde im 19. Jahrhundert gefasst.
- Ein Kruzifixus, auf dem dazugehörigen Kreuz mit gotischer Zweitfassung, über dem Zelebrationsaltar stammt von der Zeit um 1500.
- Eine kleine Standfigur der Muttergottes mit Resten alter Goldfassung ist vom Anfang des 17. Jahrhunderts.
- Eine Standfigur des heiligen Franziskus von der zweiten Hälfte des 17. Jahrhunderts stammt vom Umkreis des J. Geisselbrunn. Sie wurde später ergänzt, die Fassung ist verloren.
- Zwei lebensgroße Standfiguren der Heiligen Petrus und Paulus von der zweiten Hälfte des 17. Jahrhunderts sind ebenfalls aus dem Umkreis von J. Geisselbrunn.
- Die beiden lebensgroßen Holzfiguren der Heiligen Crysantus und Daria vom 1720 angeschafften Hochaltar erinnern in Typus und Stil an die niederländisch beeinflusste Kölner Plastik des beginnenden 18. Jahrhunderts. Die Goldfassungen sind hervorragend erhalten.[7]

In der südlichen Nebenapsis befindet sich ein Vesperbild aus Holz, es stammt aus der Zeit um 1350. Die originale Fassung mit Schmuckborten in Prägetechnik ist erhalten. Es gehört zur Gruppe von Vesperbildern mit schräg liegendem Leichnam.

## Orgel
Die erste bekannte Orgel von St. Chrysanthus und Daria baute 1883 die Orgelbauwerkstatt Schorn (Kuchenheim). Sie stand hinter der Orgelempore in der Turmkapelle, die damit gewissermaßen den Schallraum bildete. Diese Orgel hatte ursprünglich 24 Register auf zwei Manualen und Pedal. 1970 wurde die Disposition von Orgelbau Romanus Seifert & Sohn (Kevelaer) auf 31 Register erweitert. Das Instrument hatte mechanische Spieltrakturen und elektrische Registertrakturen.
Rudolf von Beckerath Orgelbau baute 1976/1977 für den Orgelsaal Raum 109 der Kölner Musikhochschule eine dreimanualige Orgel mit 36 Registern. Im Jahr 1993 wurde das Instrument von Beckerath umfassend saniert und erhielt einen elektrischen Spieltisch sowie eine Setzeranlage. 2009 folgte eine Erweiterung um zehn Register. Diese Orgel wurde 2017 in einer öffentlichen Auktion versteigert, nachdem die Hochschule neue Orgeln bekommen hatte.
Die Pfarrgemeinde St. Chrysanthus und Daria erhielt den Zuschlag, so dass die Orgel ab Januar 2018 in Köln abgebaut und in der Stiftskirche neu aufgebaut wurde. Orgelbau Fasen aus Oberbettingen änderte die Disposition, stellte auf elektrische Traktur um und intonierte das Instrument neu auf die Erfordernisse der romanischen Stiftskirche.
Die Orgel verfügt nun über 45 Register, davon 43 klingend, sowie eine Transmission und eine Extension.  Die alte Schorn-Orgel wurde nach Langenfeld (Eifel) verkauft.
Die Disposition der Beckerath-Fasen-Orgel lautet wie folgt:
| I Hauptwerk C–a3 |                   |        |
| 1.               | Bourdon           | 16′    |
| 2.               | Principal         | 08′    |
| 3.               | Spielflöte        | 08′    |
| 4.               | Octave            | 04′    |
| 5.               | Gemshorn          | 04′    |
| 6.               | Superoctave       | 02′    |
| 7.               | Lions-Cornet IV–V | 08′    |
| 8.               | Mixtur V          | 01 ⁄3′ |
| 9.               | Trompete          | 08′    |

| II Positiv C–a3 |             |        |
| 10.             | Salicional  | 8′     |
| 11.             | Quintadena  | 8′     |
| 12.             | Holzgedackt | 8′     |
| 13.             | Principal   | 4′     |
| 14.             | Rohrflöte   | 4′     |
| 15.             | Nasat       | 2 ⁄3′  |
| 16.             | Offenflöte  | 2′     |
| 17.             | Terz        | 1 3⁄5′ |
| 18.             | Sifflöte    | 1′     |
| 19.             | Scharff IV  | 1′     |
| 20.             | Cromorne    | 8′     |
|                 | Tremulant   |        |

| III Schwellwerk C–a3 |                 |         |
| 21.                  | Rohrgedackt     | 08′     |
| 22.                  | Spitzgambe      | 08′     |
| 23.                  | Schwebung       | 08′     |
| 24.                  | Principal       | 04′     |
| 25.                  | Marientraverse  | 04′     |
| 26.                  | Quintflöte      | 02 ⁄3′  |
| 27.                  | Flageolet       | 02′     |
| 28.                  | Terzflöte       | 01 3⁄5′ |
| 29.                  | Larigot         | 01 ⁄3′  |
| 30.                  | Mixtur V        | 02′     |
| 31.                  | Basson          | 16′     |
| 32.                  | Trompette harm. | 08′     |
| 33.                  | Hautbois        | 08′     |
| 34.                  | Clarinette      | 08′     |
|                      | Tremulant       |         |

| Pedal C–a1 |                   |         |
| 35.        | Kontrabaß         | 16′     |
| 36.        | Subbaß            | 16′     |
| 37.        | Bourdon (= Nr. 1) | 16′     |
| 38.        | Quintbaß (Ext.)   | 10 2⁄3′ |
| 39.        | Principalbaß      | 08′     |
| 40.        | Gedacktbaß        | 08′     |
| 41.        | Choralbaß         | 04′     |
| 42.        | Nachthorn         | 02′     |
| 43.        | Hintersatz IV     | 02 ⁄3′  |
| 44.        | Fagott            | 16′     |
| 45.        | Trompete          | 08′     |

- Koppeln:
  - Normalkoppeln: II/I, III/I, III/II, I/P, II/P, III/P
  - Superoktav- und Suboktavkoppeln: II 16′, II/I 16′, III 4′, III 16′, III/I 4′, III/I 16′, III/P 4′
- Spielhilfen: Setzeranlage mit Sequenzerfunktion, Transponderchips für Setzerkombinationen, Tastenfessel/Registerfessel, Transponierfunktion, Registerschweller mit Einschaltung über Pistons, einstellbare Tremulanten